# Abba bar Abba
Abba bar Abba war ein Amoräer der 1. Generation in Babylonien, gewöhnlich nach seinem berühmten Sohn der Vater des Samuel genannt. Er war, wie alle heute noch namentlich bekannten Amoräer, ein Gelehrter der jüdischen Schriften und wurde von seinen Zeitgenossen wegen seiner großen Frömmigkeit, seiner wohltätigen Einstellung und seines Lerneifers gelobt.
Er wanderte nach Palästina, wo er in Beziehung zum Patriarchen Jehuda I. trat, mit dessen Schüler Levi bar Sisi er eng befreundet war. Als Levi starb, hielt Abba die Totenansprache und bewahrte seinem Freund ein ehrendes Gedenken.